# Accident ferroviaire de Münchenstein
 (novembre 2018).
L'accident ferroviaire de Münchenstein, aussi appelé catastrophe de Münchenstein, a lieu le 14 juin 1891 lorsque le pont sur la Birse, construit par Gustave Eiffel, s'effondre au passage d'un train en provenance de Bâle, sur la ligne du Jura. La catastrophe, la plus meurtrière de l'histoire du rail suisse, fait 73 morts et 171 blessés.

## Déroulement

### La viaduc sur la Birse
Le viaduc qui traverse la Birse a été construit en 1875, avec du fer wurtembergeois fourni par les usines de Cannstatt (un quartier de Stuttgart). Il se compose d'une seule arche en fonte, de 25 mètres de portée.
Peu de temps avant la catastrophe, il avait subi des inondations mais celles-ci n'avaient pas affecté sa solidité d'après les analyses menées ensuite.

### L'accident
Le 14 juin 1891 a lieu à Münchenstein (ou Mœnchenstein, dans des articles de l'époque), la première gare après Bâle sur la ligne du Jura, une fête musicale à laquelle plusieurs Sociétés de Bâle sont conviées. Ce village est une destination prisée des Bâlois qui sont nombreux à y passer leurs dimanches. La plupart des participants prennent place dans le train de 14 h 15, qui affiche quasi complet avec près de 600 passagers. 
Le convoi est composé de deux locomotives, suivies d'une voiture de première classe, une de deuxième classe, un fourgon postal, un fourgon ordinaire et sept voitures de troisième classe.
Quelques minutes après avoir quitté Bâle, le train s'engage sur le pont sur la Birse. Alors que la première locomotive est passée de l'autre côté, l'arche du pont s'effondre soudainement sous le poids du convoi, précipitant les machines et les trois premières voitures dans la rivière. La première locomotive, violemment tirée en arrière, s'effondre sur le toit, roues en l'air ; la seconde tombe dans la rivière et est entièrement immergée. Les voitures de première et de deuxième classes, ainsi que le fourgon postal qui les suit, sont broyés.

## Secours

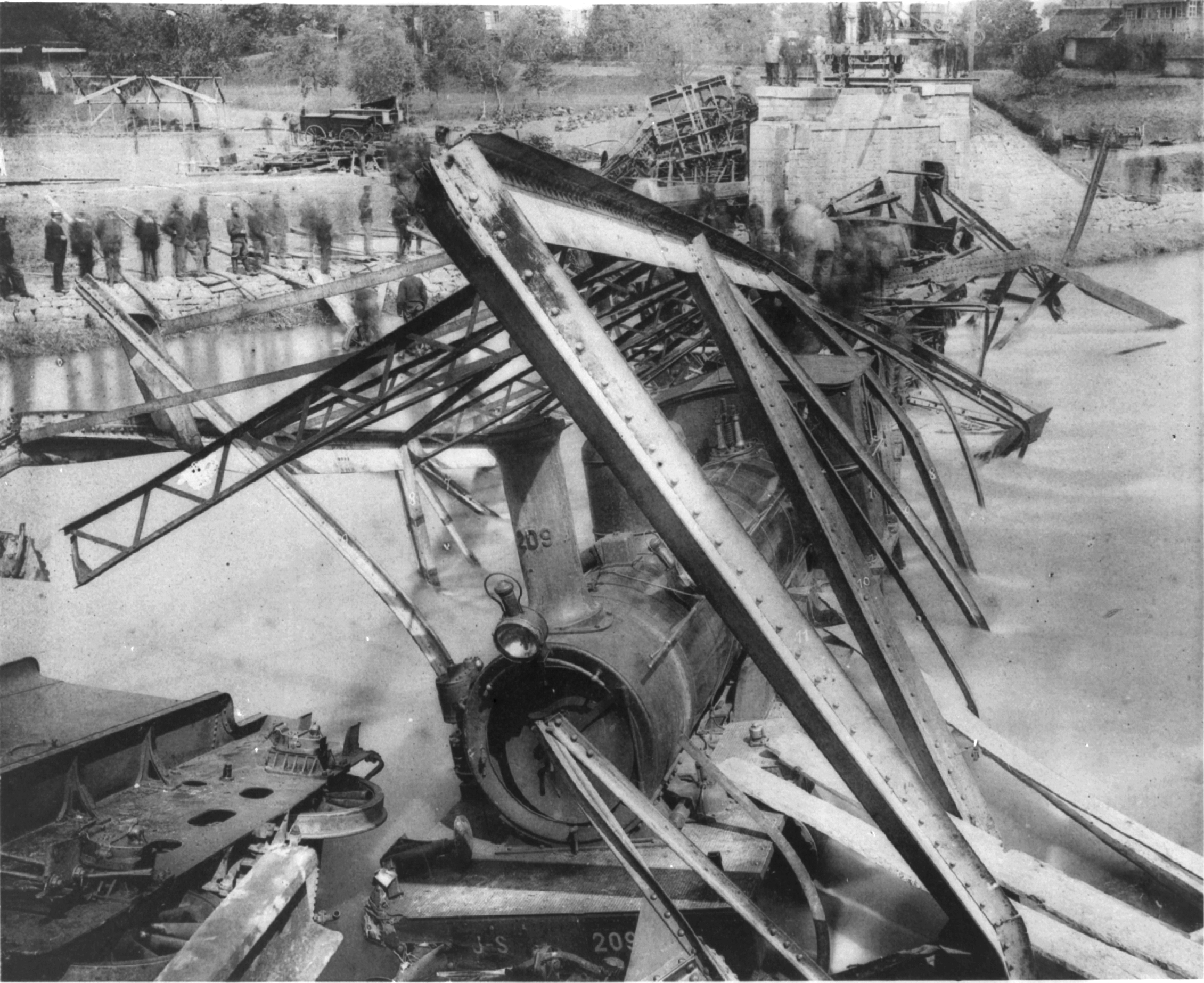
La locomotive dans la rivière.

Les pompiers de Münchenstein sont les premiers sur place et commencent immédiatement les opérations de secours. Dès la nouvelle connue à Bâle, des médecins, des pompiers et des infirmiers militaires sont envoyés en renfort. Un détachement de sapeurs et de troupes du génie arrivent aussi de Liestal. Tous les véhicules disponibles sont réquisitionnés pour transporter les blessés.
Très vite, les secours se mettent au travail. Les cas les plus graves sont traités sur place et de nombreuses amputations sont réalisées. Les blessés jugés intransportables sont emmenés chez les habitants les plus proches, les autres sont envoyés à Bâle dans les voitures réquisitionnées. Plusieurs meurent en route. L'hôpital bâlois est rapidement saturé.
Le 15 juin à 4 h du matin, une femme est extraite vivante des décombres. Elle se trouvait à côté des corps de ses enfants.
Le récupération de tous les corps prend du temps. Le génie venu de Liestal commence la construction d'un pont provisoire afin que le trafic ferroviaire puisse reprendre. Dans l'attente du rétablissement provisoire de la ligne, un bac est mis en place pour les passagers des trains qui continuent à circuler sur la ligne.

## Bilan
La catastrophe fait officiellement 73 morts et 171 blessés, dont de nombreux jeunes gens membres des Sociétés de chant bâloises.

## Enquête
Les enquêteurs se penchèrent sur l'état du pont, la qualité de l'acier et la conception de l'ouvrage. Un institut récemment créé, l'Empa (Laboratoire fédéral d'essai des matériaux et de recherche), avait réalisé dès 1880 de nombreuses expérimentations pour faire avancer la connaissance dans le domaine de la résistance des matériaux, en vue de l'Exposition nationale suisse de 1883. Les recherches de son cofondateur et premier directeur, Ludwig von Tetmajer, furent pionnières dans les protocoles de tests des matériaux et métaux de construction. Dans l'affaire de l'accident de Münchenstein, cet ingénieur détermina que la formule de la colonne d'Euler employée jusque-là pour calculer les déformations des structures du type du pont ferroviaire, et la charge maximale, devait être corrigée.